# لورين باكال
لورين باكال (بالإنجليزية: Lauren Bacall)‏ ممثلة أمريكية وعارضة أزياء، من مواليد 16 سبتمبر 1924، رُشحت لجائزة أوسكار وحصلت على جائزة الغولدن غلوب 1997 لأفضل ممثلة في دور مساند عن فيلم المرآة لها وجهان، كما حصلت بنفس الدور على جائزة نقابة ممثلي الشاشة عام 1996 كأفضل ممثلة في دور مساند.

## وصلات خارجية
- لورين باكال على موقع IMDb (الإنجليزية)
- لورين باكال على موقع الموسوعة البريطانية (الإنجليزية)
- لورين باكال على موقع روتن توميتوز (الإنجليزية)
- لورين باكال على موقع مونزينجر (الألمانية)
- لورين باكال على موقع قاعدة بيانات الأفلام العربية
- لورين باكال على موقع ألو سيني (الفرنسية)
- لورين باكال على موقع ميوزك برينز (الإنجليزية)
- لورين باكال على موقع تيرنر كلاسيك موفيز (الإنجليزية)
- لورين باكال على موقع أول موفي (الإنجليزية)
- لورين باكال على موقع قاعدة بيانات برودواي على الإنترنت (الإنجليزية)